# NGC 4884
NGC 4884 (NGC 4889) é uma galáxia elíptica (E) localizada na direcção da constelação de Coma Berenices. Possui uma declinação de +27° 58' 35" e uma ascensão recta de 13 horas, 00 minutos e 08,3 segundos.
A galáxia NGC 4884 foi descoberta em 11 de Abril de 1785 por William Herschel.